# Dufourea clavicra
Dufourea clavicra är en biart som först beskrevs av Morawitz 1889.  Dufourea clavicra ingår i släktet solbin, och familjen vägbin. Inga underarter finns listade i Catalogue of Life.